# 훗 (영화)
훗(Hoot)은 2006년 공개된 미국의 코미디 영화이다. 이 영화는 굴을 파는 올빼미 서식지가 파괴되지 않도록 보호하려는 어린이 그룹에 관한 것이다. 서식지는 팬케이크 하우스 건설 예정지에 위치해 있다.

## 줄거리
중학교 학생인 로이 에버하트는 몬태나에서 플로리다의 코코넛 코브로 이사 온 후 학교에서 심한 괴롭힘을 당한다. 그러다 우연히 학교 버스에서 싸우다 코를 다치게 한 학생 때문에 버스 통학 정지 처분을 받고 사과 편지를 써야 한다. 벌을 받는 와중에 로이는 베아트리스, 그녀의 의붓 형제 멀렛 핑거스와 친구가 된다.
한편, 지역 건설 현장에서 누군가가 방해 공작을 벌이고 있다는 사실이 드러난다. 부패한 지역 매니저 척 머클이 감독하는 '마더 폴라 팬케이크 하우스' 건설 예정지에서 누군가가 지속적으로 문제를 일으키고 있었던 것이다. 경찰관 델링코는 순찰차를 건설 현장에 세워두고 잠들었다가 누군가에 의해 차창이 검은색으로 칠해지는 일을 겪는다. 로이는 팬케이크 하우스 건설을 위해 그 땅에 사는 굴 파는 올빼미들을 죽여야 한다는 사실을 알게 되고, 멀렛 핑거스가 건설을 막기 위해 몰래 장난을 치고 있다는 사실도 알게 된다.
결국 로이는 멸종 위기에 처한 올빼미들을 구하기 위한 그들의 노력에 동참하게 된다. 건설 현장 책임자인 컬리는 매일 머클에게 전화로 심한 압박을 받으며 건설을 진행하려 애쓰고 있었다. 세 사람은 델링코와 마을 사람들에게 건설 예정지에 올빼미들이 살고 있다는 사실을 알린다. 올빼미들이 모습을 드러내자 델링코는 머클을 체포하고, '마더 폴라'의 홍보 모델인 배우 킴벌리는 이미지 관리를 위해 해당 부지를 올빼미 보호구역으로 기증하고 머클을 해고한다.
로이의 가족은 플로리다에 남기로 결정하고, 델링코는 형사로 승진한다. 괴롭힘을 일삼던 데이나는 군사학교로 보내지고, 척 머클은 사회봉사 명령을 받는다. 올빼미들이 계속 살 수 있도록 땅은 동물 보호 구역으로 바뀐다. 컬리와 킴벌리는 팬케이크 하우스를 떠나 강아지들을 키우며, 로이는 베아트리스와 멀렛 핑거스와 계속해서 우정을 이어나간다.

## 출연

### 주연
- 로건 레먼
- 브리 라슨
- 코디 린리

### 조연
- 브랜던 어겐
- 맥스 올맨
- 톰 브레인나드
- 지미 버펫
- 제시카 코피엘
- 나탈리 클락
- 딘 콜린스
- 닐 플린
- 클락 그레그
- 다마리스 저스타만트
- 제이미 D. 니
- 릭 마이클스
- 팀 블레이크 넬슨
- 에릭 필립스
- 프랭크 프린서프
- 스테이시 앤 로즈
- 킨 샤리너
- 스테파니 싱글턴
- 크리스틴 설리반
- 네릿자 발레랜스
- 로버트 와그너
- 키얼스턴 워렌
- 루크 윌슨

## 기타
- 원작자: 칼 히아슨
- 책임프로듀서: 토비 에머리치
- 제작부: 칼 히아슨
- 제작부: 윌 쉬리너
- 조감독: 존 넬슨
- 미술: 스티븐 J. 라인위버
- 의상: 크리스토퍼 로렌스
- 배역: 아만다 맥키 존슨
- 배역: 캐시 샌드리치